# أندرو برينغل
أندرو برينغل (بالإنجليزية: Andrew Pringle)‏ هو عسكري بريطاني، ولد في 1946.